# Estadio Parque Huracán
El Estadio Parque Huracán está ubicado en el barrio La Unión de Montevideo, Uruguay. Fue inaugurado en el año 1985 y allí se disputan los partidos del Club Social y Deportivo Huracán Buceo. En ocasiones, la también llamada "cantera de los presos", se le alquila a otros equipos como Alto Perú para que dispute sus partidos como local.
En los últimos años, el club ha estado realizando tareas de mantenimiento para mejorar su estructura, las cuales fueron finalizadas en el 2022.

## Historia

### Construcción
La construcción finalizó con su inauguración, en 1985. El nombre del estadio responde al club propietario del mismo, surgido en 1937 por vecinos de la zona del Buceo y que lo llamaron Huracán. La primera camiseta era similar a la de Chacarita Juniors de Argentina, luego se utilizó una similar a la de Central (pero con cuello negro) y, en el 1942, se usó una a mitades negra y roja (similar a Newell’s). En ese año es que Hugo Baeza bautiza al cuadro como Huracán Buceo «para distinguirlo de todos los demás Huracanes que había en la ciudad y además haciendo coincidir las iniciales del club con las mías propias». 
Finalmente vendrá la tradicional camiseta de tres bandas verticales: negra, blanca y roja. Este diseño se replica en las tribunas del estadio.

### Actualidad
El 1° de agosto de 2017 asumió otro periodo más como presidente Eduardo Esquivel. En lo futbolístico el equipo continúa su participación en el Torneo, ocupando la zona media/media alta de tabla de posiciones. Bajo el mando de Fabián Bouhfer y su cuerpo técnico. 
El Complejo Deportivo continúa con su actividad a diario y con proyectos a concretar en el mediano y largo plazo. Los planteles continúan representando a la institución con singular suceso, en especial los de balonmano y hockey sobre patín.

## Instalaciones

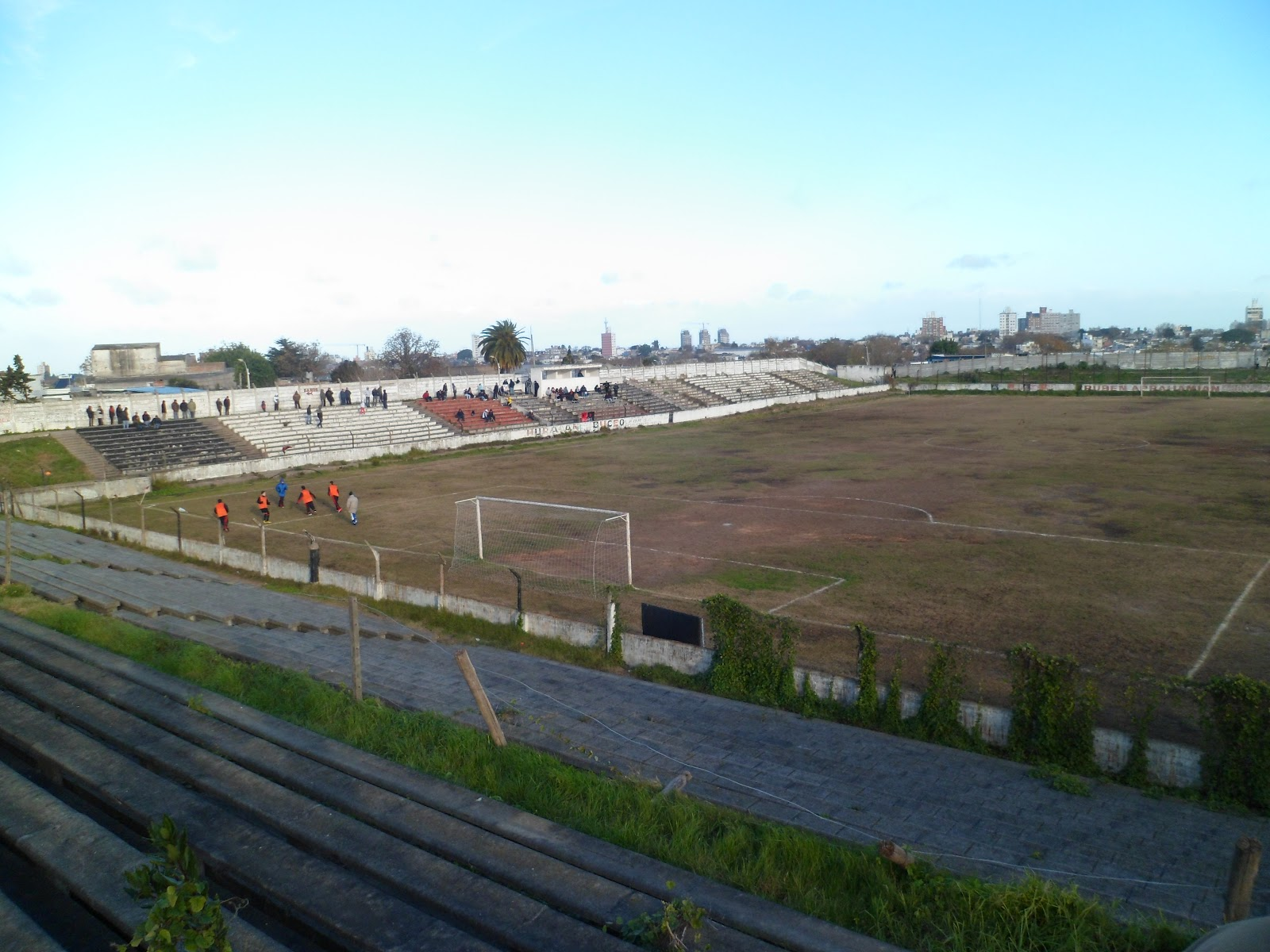
Foto de la tribuna principal.

El diseño de este estadio tiene 2 tribunas de hormigón: la oficial, en donde se encuentran las cabinas y el palco, y el talud local, que continúa el estilo de la tribuna oficial pero posee una especie de segundo anillo de tribuna prefabricada, un poco separada de la estructura inicial, pero con posibilidad de unirlas. La tribuna frente a la oficial es una loma de pasto y el Talud Visitante (a la izquierda de la Tribuna Oficial) es un espacio libre sin construcción alguna.
La tribuna oficial da hacia la calle Juan José Castro, el talud local hacia Menorca y el talud visitante hacia el Pje. Margot Vera, dentro del barrio La Unión de Montevideo. A su vez, detrás del estadio y próximo a la cancha abandonada del club Albion, se encuentra un espacio que los allegados denominan como Espacio público Hugo Baeza y Aparicio Chagas, en honor a los fundadores del club.
Dentro del estadio se encuentra la sede social de Huracán Buceo, lugar donde también se practica boxeo.

## Acceso
Autobuses: Omnibus: 151, 195 y 370 además los próximos a la Avda. 8 de Octubre (distante a unas siete cuadras) y la Avda. Comercio (a unas seis cuadras)